# Uhřice (Vyškovi járás)
Uhřice település Csehországban, Vyškovi járásban. Uhřice Hvězdlice, Dobročkovice, Nesovice, Milonice és Chvalkovice településekkel határos. Lakosainak száma 246 fő (2024. január 1.).

## Népesség
A település lakosságának változását az alábbi diagram mutatja:
| Lakosok száma | 434  | 436  | 477  | 389  | 318  | 237  | 250  | 262  | 259  | 246  |
|               | 1869 | 1890 | 1921 | 1950 | 1980 | 2001 | 2017 | 2019 | 2022 | 2024 |